# Їржі Дінстбір
Їржі Дінстбір (чеськ. Jiří Dienstbier) (20 квітня 1937, Кладно — 8 січня 2011, Прага) — чехословацький журналіст, політичний діяч, міністр закордонних справ Чехословаччини (1989—1992).

## Життєпис
Народився 20 квітня 1937 року в Кладно, у 1958 році вступив до Комуністичної партії Чехословаччини. Був кореспондентом зарубіжної редакції чехословацького радіо. У 1960—1962 роках служив у радіо-зенітному батальйоні в Пільзно. Під час кубинської кризи він здобув право працювати у західних агенціях. У 1960-ті роки він належав до середовища, яке працювало на демократичні зміни. У 1968 році брав участь в антирадянських передачах Чехословацького радіо. Восени поїхав до США. У листопаді 1969 року був змушений повернутися в країну. Після повернення в країну разом з Карлом Кинцелем та іншими його звільнили з радіо та виключили із Чехословацького союзу журналістів та КПК. Його позбавили паспорта та журналістської діяльності. Його син Іржи народився в США.
У 1970—1979 роках працював режисером-документалістом в Асоціації дизайнерських майстерень (пізніше Інституту дизайну розвитку столиці Праги). У 1976 році він став одним із підписантів «Хартія 77». У 1978 році він заснував журнал «Квадрат». Він був одним із 17 членів-засновників організації Комітету захисту від несправедливого переслідування. У лютому 1979 року він став речником «Хартія 77». 29 травня його затримали разом з іншими 9 членами організації КЗНП за звинуваченням у антидержавній діяльності. Він відбував покарання у в'язниці, працюючи над різанням сталі, і у в'язниці «Борі» в Пільзно. У травні 1982 року він отримав пропозицію виїхати за кордон, якою не скористався. Після виходу з в'язниці він безуспішно шукав роботу. У лютому 1983 року працював нічним сторожем у Montované Stavby. У 1984 році він переїхав до газової котельні Metrostav на острові Рохан у Празі, де працював до 1989 року.
У січні 1985 року він знову був представником «Хартія 77». Його колегами були Єва Кантрькова та Петрушка Шустрова. Він також публікував статті у західній пресі та видав журнал «Komentáře» про зовнішню політику. У січні 1988 року він став членом, а потім головою редакції газети «Лідове новіни». Він також був членом товариства друзів польсько-чехословацької солідарності та руху за громадянські свободи (ВОС).
Він став активістом Громадянського форуму. 10 грудня 1989 року він був призначений міністром закордонних справ уряду національної угоди. У червні 1990 р. на перших вільних виборах він був обраний до Народної палати Федеральних зборів Чеської та Словацької Федеральної Республіки від імені OF. У лютому 1991 року він став головою Громадянського руху. З 1992 року він є членом Глобального комітету з управління. У 1994—1997 роках був членом Празької міської ради.
У 1995 році він став представником президента Вацлава Гавела у так звані Carlsson Group. У 1997—1999 рр. читав лекції в Університеті Клермон в Каліфорнії та Університеті Чапел Хілл у Північній Кароліні. У 1998 році його призначили спеціальним доповідачем Комісії ООН з прав людини в колишній Югославії. У листопаді 2000 р. він невдало балотувався на виборах до сенату зі списку Чеської соціал-демократичної партії (ЧССД), у 2008 році його обрали з того ж списку як безпартійного члена сенату Кладно. У 2002 році нагороджений медаллю за заслуги першого ступеня.
У 2007 році на президентських виборах його згадували як можливого кандидата. Тоді він зосередився на критиці особистості Клауса, який не соромиться судити і критикувати все сам, незалежно від державних причин. Він також посилався на проблему глобального потепління, щодо якої президент Клаус часто озвучує думку, що суперечить загальновизнаному.